# صدف

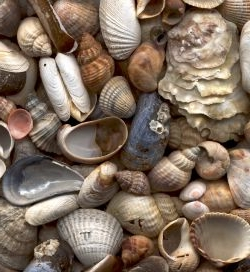
برخی از انواع صدف‌ها که به صورت دست‌چین جمع‌آوری شده‌اند

صَدَف (به انگلیسی: Seashell، Shell)، پوشش خارجی بی‌مهرگان است. جنس پوستهٔ صدف از کلسیم کربنات یا کیتین است. این جانوران یک یا دو صدف (کفه) سفت آهکی دارند که پیکر نرمشان را دربر گرفته است. برخی از انواع صدف، خوراکی هستند. غذای مورد علاقه جهان خصوصاً اروپا است در ایران این موجود را به عنوان مرواریدساز می‌شناسند که در اصل همان دو کفه‌ای‌ها هستند. رنگ صدفی همان رنگ براق درون صدف‌های مرواریدساز یا همان رنگ مروارید است.
دانشمندان بیش از ۶۰ هزار نوع نرم‌تن را مطالعه و شناسایی کرده‌اند. هر چه نرم‌تن بزرگ‌تر شود، جسم خارجی آن نیز بزرگ‌تر و سخت‌تر می‌شود. جنس صدف‌ها از دی کربنات کلسیم (آهک) است. نرم‌تن آهک مورد نیاز برای ساختن صدف را از آب دریا به دست می‌آورد. صدف پس از مرگ نرم‌تن در آب شناور می‌شود و به سطح آب می‌آید.

## خواص صدف خوراکی
صدف سرشار از روی است. این ماده برای ساخته شدن اسپرم و تستسترون (هورمون مردانه) ضروری است. علاوه بر این صدف حاوی دوپامین است، هورمونی که تمایل جنسی را افزایش می‌دهد. یک برنامهٔ غذایی سرشار از صدف‌های خوراکی با کمک به حفظ سطح کلاژن پوست، به شما کمک خواهد کرد تا پوستی صاف، انعطاف‌پذیر و جوان کسب کنید. قندی که در صدف و پوسته موجودات دریایی یافت می‌شود، می‌تواند کلید درمان ضایعات نخاعی باشد. اگر دچار مشکلات حافظه شده‌اید صدف خوراکی بخورید. صدف با داشتن روی مورد نیاز به بهبود عملکرد مغز کمک می‌کند.

## کاربردهای دیگر
- صدف تا ۱۹۳۳ پول رایج کشور پاپوا گینه نو بود.
- واژهٔ صدف در ایران برای نام‌گذاری دختران نیز به کار می‌رود.
- صدف‌ها نقش مهمی در تصفیه آب دارند.
- خشک نمودن و فروش آن به کشورهای عربی حاشیه خلیج فارس.
- مصرف خشک شده آن برای دام.

## نگارخانه

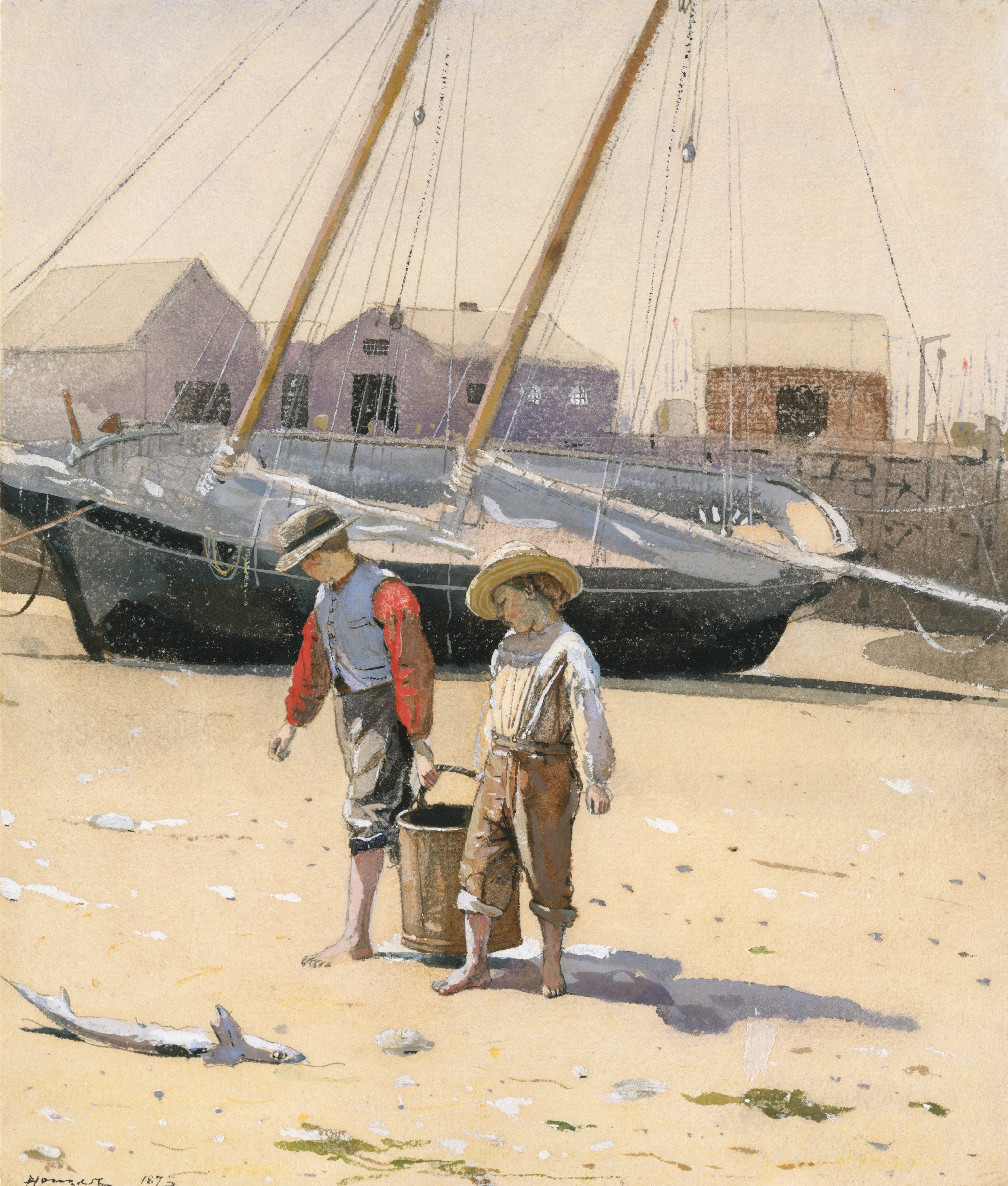
سطلی از صدف‌ها اثر وینسلو هومر
زایش ونوس از درون صدف
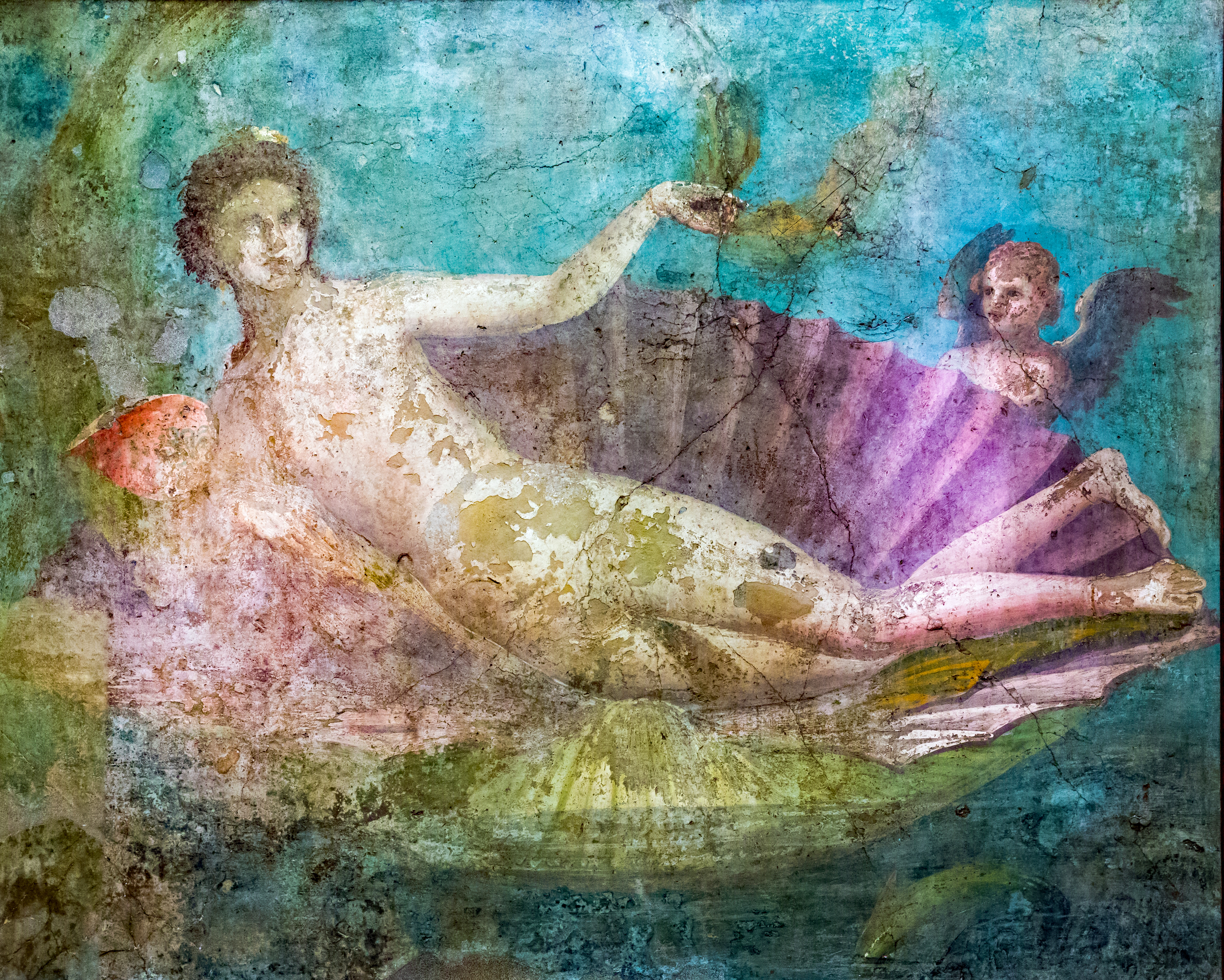
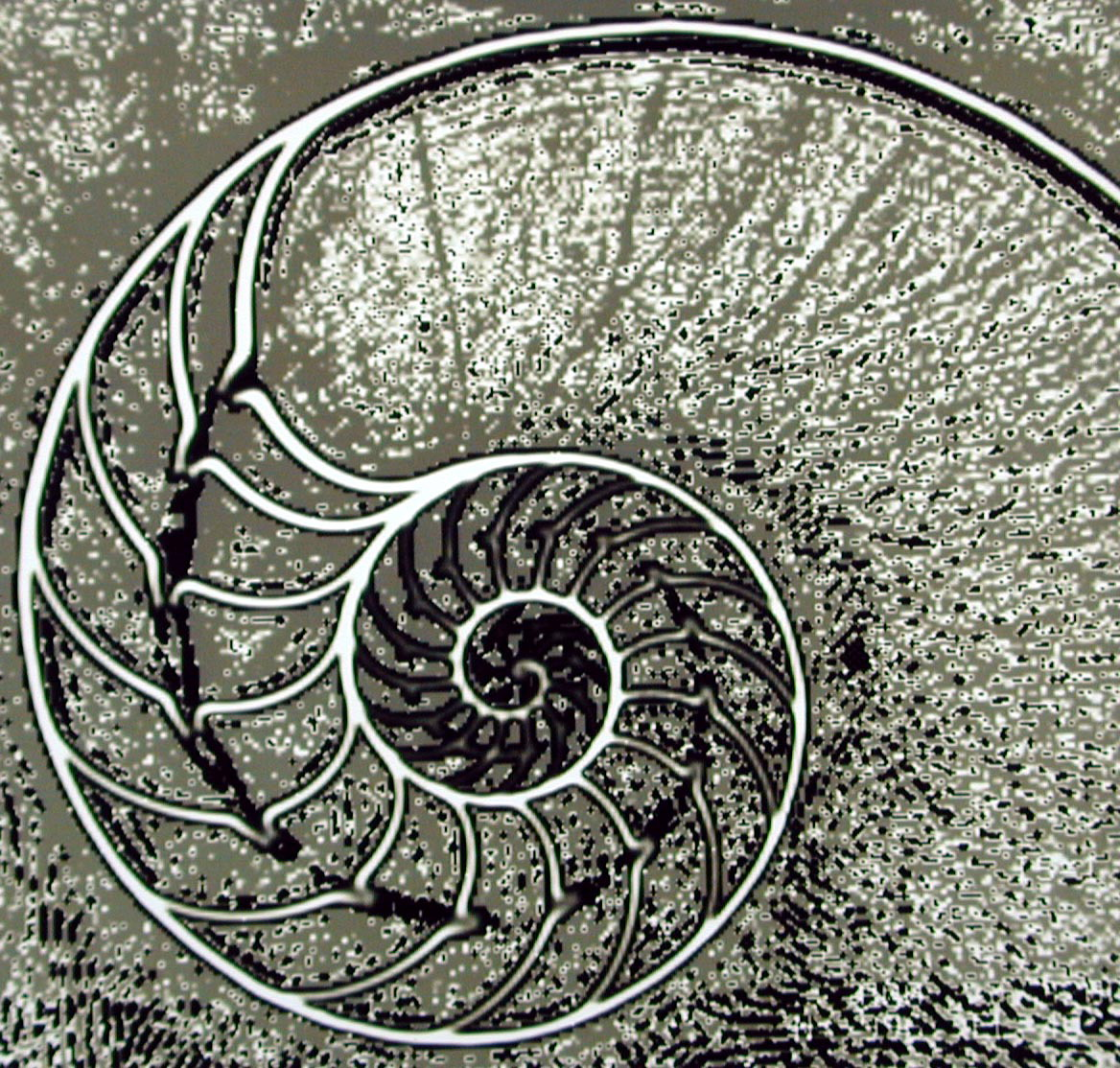
تصویر یک صدف دریایی به روایت مقطع‌نگاری رایانه‌ای.
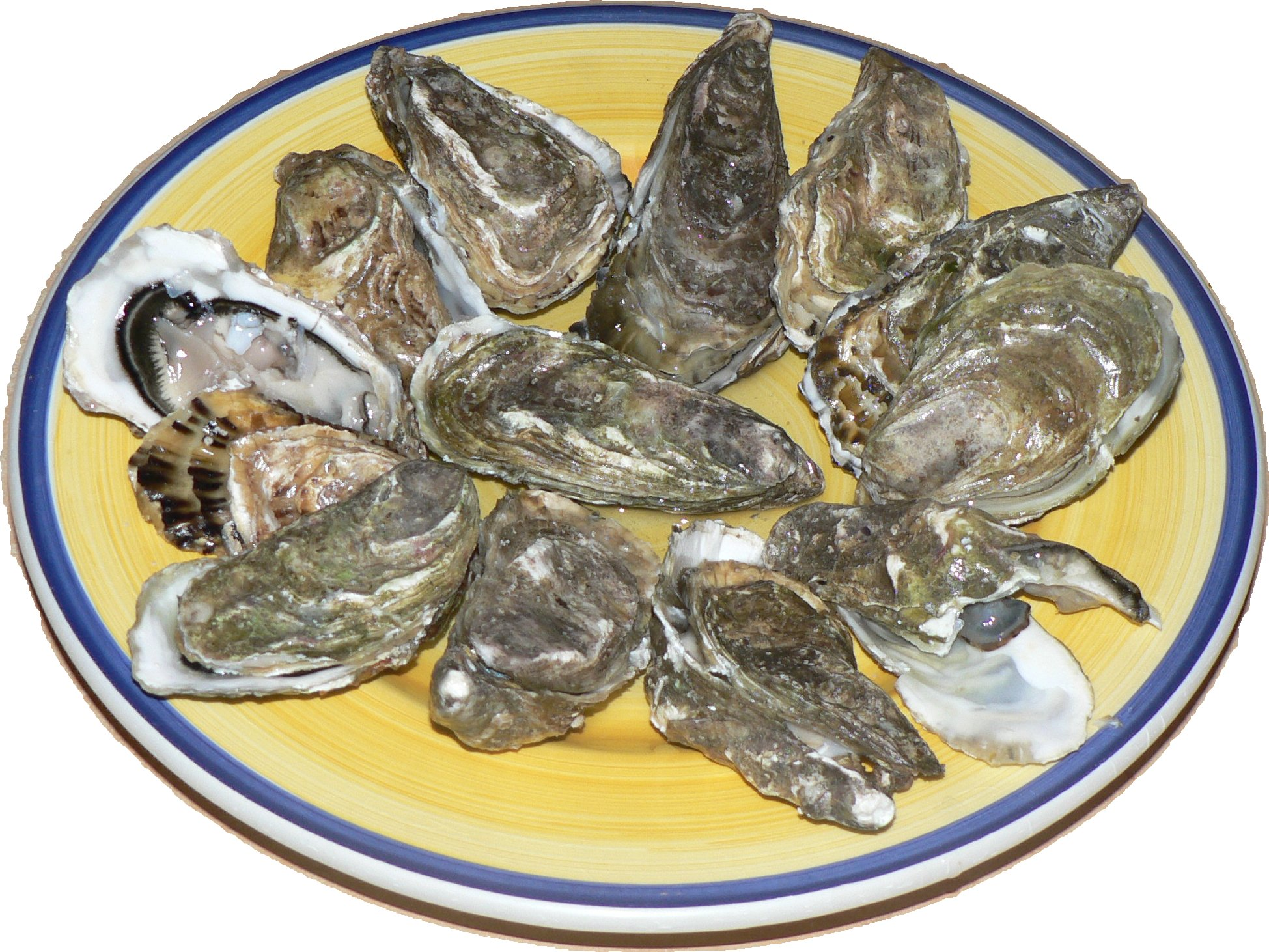